# Działalność operacyjna
Działalność operacyjna – stanowi podstawowy rodzaj działalności jednostki (produkcyjna, usługowa, handlowa), wynikający z jej statutu i obejmuje również inne rodzaje działalności, niezaliczone do działalności inwestycyjnej lub finansowej.
Jest to zespół działań (funkcji przedsiębiorstwa) związanych z przetwarzaniem zasobów w wyniki rzeczowe, tzn. produkty (wyroby/usługi).
Działalność operacyjna przedsiębiorstwa interpretowana jest dwojako:
- w węższym zakresie – jako zespół funkcji podstawowych przedsiębiorstwa (często bez sprzedaży),
- w szerszym zakresie – jako zespół funkcji podstawowych i pomocniczych przedsiębiorstwa.

Pojęcie działalności operacyjnej przedsiębiorstwa wprowadzone zostało do teorii i praktyki zarządzania przedsiębiorstwem jako uogólnienie jego działalności produkcyjnej i usługowej. Określenie działalność operacyjna pochodzi od słowa operacje, oznaczającego transformację zasobów na wyniki użyteczne w postaci produktów. Nie należy rozumieć pod tym określeniem działalności bieżącej – dla takiej działalności właściwym jest określenie działalność operatywna.

## Definicje
- Według ustawy o rachunkowości z dnia 29 września 1994 roku przez działalność operacyjną rozumie się podstawowy rodzaj działalności jednostki oraz inne rodzaje działalności, niezaliczone do działalności inwestycyjnej (lokacyjnej) lub finansowej. (art. 48b, ust. 3, pkt. 1).